# Mosiera tussacii
Mosiera tussacii là một loài thực vật có hoa trong Họ Đào kim nương. Loài này được (Urb. & Ekman) Borhidi mô tả khoa học đầu tiên năm 1992.